# Johan Christopher Carlander
Johan Christopher Carlander, född 10 mars 1838 i Hova socken, död 2 april 1926 i Göteborg, var en svensk industriman och donator.

## Biografi
Johan Christopher Carlander var son till kyrkoherden och kontraktsprosten Per Olof Carlander och Immanuella, född Schönherr. Morfadern Carl Johan Schönherr, bördig från Sachsen, var sidenfabrikör och entomolog. Johan Christoffer Carlander föddes i Hova socken, där fadern var präst. Denne var sonson till en bror till läkaren Christofer Carlander.
Carlander tog studenten 1856, genomgick därefter Rostocks handelsinstitut 1858, grundade handelsfirman Johansson & Carlander 1865, vilken senare förvärvade Gamlestadens Fabrikers AB, och kvarstod som biträdande direktör där fram till 1921. Han var även 1907 en av stiftarna av A-B Svenska kullagerfabriken. Carlander bidrog med huvudparten av donationsmedlen (omkring 4 miljoner kronor) till det efter honom och hans son Axel Carlander uppkallade "Carlanderska sjukhemmet", invigt 1927. Carlander var även ledamot av handels- och sjöfartsnämnden 1880-1902.
Johan Christopher Carlander gifte sig 3 november 1868 i Göteborg med Isabella Wilhelmina Bourn (1845-1927), dotter till grosshandlaren Andrew Bourn och Britta Charlotta Hallberg.